# Hay Day
Hay Day és un videojoc per a mòbils tipus freemium d'agricultura desenvolupat i publicat per Supercell. Hay Day va ser llançat per iOS el 21 de juny de 2012 i per Android el 20 de novembre de 2013. Segons un informe de 2013, Supercell va guanyar 30 milions de dòlars al mes gràcies a Hay Day i a Clash of Clans, un altre joc creat per Supercell. En 2013, Hay Day va ser el quart joc més alt en ingressos generats.

## Trama
L'oncle del jugador decideix jubilar-se i deixar una granja, però li ofereix al jugador l'oportunitat de quedar-la-hi i cuidar-la. El joc comença amb la presentació d'un [Espantaocells] que ensenya al jugador sobre la collita del blat. En vendre cultius o productes, el jugador guanyarà monedes que podran usar-se per comprar edificis de producció, mascotes i articles de decoració. En fer-ho, també obtindrà punts d'experiència (EXP), que permeten pujar de nivell. A mesura que avanç el joc, Angus, un amic de l'oncle del jugador, serà introduït en la trama i ensenyarà sobre la pesca.
Els jugadors poden agrupar-se en "veïnats", on els membres poden ajudar-se mútuament quan ho necessitin, conversar entre ells o donar articles, entre uns altres.

## Jugabilitat
Diversos cultius es desbloquegen en diferents etapes del joc; cultius com el blat i els plàtans, i arbres fruiters i arbustos. El jugador també pot comprar animals de granja, pescar i capturar animals aquàtics com a peixos, llagostes i ànecs; i comprar animals de companyia que han de ser alimentats per obtenir EXP. El jugador podrà expandir els terrenys de la seva granja més tard en el joc. El joc requereix una connexió contínua a Internet.

## Recepció
Gamezebo li va donar 4 de 5 estels, notant la seva similitud amb FarmVille i elogiant els gràfics. Pocket Gamer li va atorgar un premi de bronze.